# CP 47,497
CP 47,497（也称为(C7)-CP 47,497，化学名：2-[(1S,3R)-3-羟基环己基]-5-(1,1-二甲基庚基)苯酚，2-[(1S,3R)-3-hydroxycyclohexyl]-5-(1,1-dimethylheptyl)phenol）是一种有机化合物，分子式C21H34O2，属于人工合成的大麻素，1980年代由輝瑞公司开发。

## 同系物
- (C6)-CP 47,497
- (C8)-CP 47,497，也称为大麻环己醇
- (C9)-CP 47,497